# André van den Heuvel
Pour les articles homonymes, voir van den Heuvel.
André van den Heuvel, né le 4 juin 1927 à Tegelen (Pays-Bas) et mort le 9 février 2016 à Amsterdam (Pays-Bas), est un acteur et réalisateur néerlandais.

## Biographie
Il est l'époux de l'actrice Kitty Janssen. Il est le père de l'acteur Dick van den Toorn.

## Filmographie partielle

### Au cinéma
- 1958 : Le village près de la rivière (Village au bord de l'eau)
- 1962 : Kermis in de Regen : Willy van Os
- 1962 : De overval : Agent Teunisse
- 1963 : Als twee druppels water : Tonino
- 1968 : Amsterdam Affair : Professor Comerius
- 1971 : Mira
- 1971 : Qu'est-ce que j'en ai vu ! : Stamgast bij Leo
- 1971 : Daniel : Max van Kampen
- 1972 : Kapsalon
- 1972 : Louisa, un mot d'amour (Louisa, een woord van liefde) : Pierre
- 1975 : Lifespan : Felix Dolda
- 1977 : Rubens, schilder en diplomaat : Caravaggio
- 1978 : Dag Dokter : Bernard Delfman
- 1979 : Mijn vriend : John Jensens
- 1980 : De bende van Hiernaast : vader van Marije
- 1981 : Ik ben Joep Meloen : Willie
- 1983 : Als je begrijpt wat ik bedoel : Bul Super (voix)
- 1985 : Nederland, een vijver vol kringen
- 1989 : Kunst en Vliegwerk : Buurman Veldhuis
- 1999 : De rode zwaan : Opa

### À la télévision
- 1976 : Les Enquêtes du commissaire Maigret épisode 30, Un crime en Hollande
- 1981 : C'est fini, c'est fini (Voorbij, voorbij) de Paul Verhoeven : Ab